# Trémel
 Trémel  (en bretón Tremael) es una población y comuna francesa, situada en la región de Bretaña, departamento de Côtes-d’Armor, en el distrito de Lannion y cantón de Plestin-les-Grèves.
Se constituyó en 1838 a partir de Plestin-les-Grèves.

## Demografía
| ...                       | ... | ... | ... | ... | lac. | 1 020 | 996 | 1 046 | 1 053 | 1 092 | 1 144 | 1 143 | 1 157 | 1 098 | 1 094 | 1 095 | 1 044 | 1 087 | 1 053 | 1 024 | 909 | 891 | 818 | 745 | 730 | 589 | 535 | 508 | 465 | 446 | 403 | 393 | 397 | 403 |
| (Fuente: INSEE y Cassini) |     |     |     |     |      |       |     |       |       |       |       |       |       |       |       |       |       |       |       |       |     |     |     |     |     |     |     |     |     |     |     |     |     |     |